# Station Tuplice Dębinka
Station Tuplice Dębinka is een spoorwegstation in de Poolse plaats Dębinka.